# Krótka Polana

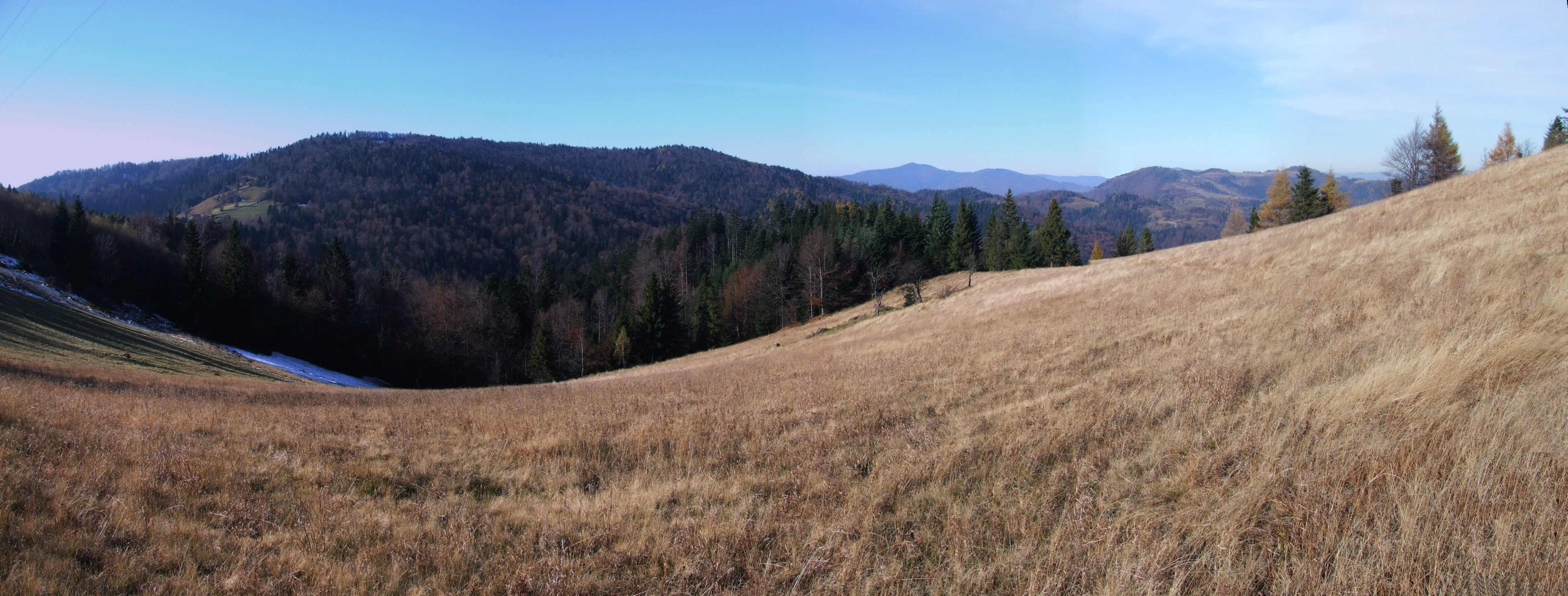
Krótka Polana. Po lewej stronie przełęcz Przysłop, u góry Dzwonkówka, w głębi Lubań i Pasterski Wierch

Krótka Polana – polana w Paśmie Radziejowej w Beskidzie Sądeckim. Administracyjnie należy do miejscowości Obidza w województwie małopolskim, w powiecie nowosądeckim, w gminie Łącko.
Polana zajmuje podwierzchołkowe, opadające do doliny Obidzkiego Potoku zachodnie stoki wzniesień Kuba (888 m) i Rokita (898 m). Dawniej była użytkowana i zamieszkana, stały na niej zabudowania należącego do Obidzy przysiółka Krótka. Jednak z powodu nieopłacalności ekonomicznej, oddalenia od centrum miejscowości i braku dobrej drogi dojazdowej zaprzestano już jej użytkowania, zabudowań już nie ma. Przez polanę prowadzą dwa szlaki turystyczne, z których roztaczają się szerokie widoki na Beskid Sądecki i Beskid Wyspowy.

## Szlaki turystyczne
– Główny Szlak Beskidzki im. Kazimierza Sosnowskiego.
 – gminny szlak turystyczny z Obidzy-Zarębki PKS przez Bucznik, Rokitę i Kubę na Przysłop. 1:45 h